# واسیلی لیوانوف
واسیلی بوریسویچ لیوانوف (به روسی: Васи́лий Бори́сович Лива́нов) (۱۹ ژوئیه ۱۹۳۵ -) بازیگر مشهور روسی است. وی به دلیل ایفای نقش شرلوک هلمز در مجموعه تلویزیونی ماجراهای شرلوک هلمز و دکتر واتسون به کارگردانی ایگور ماسلننیکوف مشهور است.
از دیگر کارهای او می‌توان به ۳۸ طوطی، شاپوکلیاک، نامه‌ای که هرگز فرستاده نشد و چیبوراشکا اشاره کرد.